# سوس سارگسیان
سوس آرداشسی سارگسیان (ارمنی: Սոս Արտաշեսի Սարգսյան؛ ۲۴ اکتبر ۱۹۲۹ – ۲۶ سپتامبر ۲۰۱۳) یک بازیگر و کارگردان سینما و تئاتر اهل ارمنستان بود. وی بین سال‌های ۱۹۴۷ تا ۲۰۱۳ میلادی فعالیت می‌کرد.

## زندگی
سوس سارگسیان در ۲۴ اکتبر ۱۹۲۹ در شهر استپاناوان، استان لوری در شمال ارمنستان زاده شد. در سال ۱۹۴۸ به ایروان نقل مکان نمود. سارگسیان فعالیت هنری خویش را از سال ۱۹۴۷ آغاز نمود. از معروفترین تئاترهای می‌توان به بازی در نمایش‌های "دون کیخوت"، "ایاگو"، "شاه جان " و "شاه لیر" اشاره نمود. در سال ۱۹۵۴ در رشته بازیگری از «مؤسسه هنرهای زیبا و تئاتر» فارغ‌التحصیل شد. سارگسیان بین سال‌های ۱۹۵۴ تا ۱۹۹۱ در «تئاتر ایروان وابسته به فرهنگستان دولتی سوندوکیان» فعالیت داشت.
در اکتبر ۱۹۹۱، یک ماه پس از استقلال ارمنستان از اتحاد شوروی، سارگسیان در اولین انتخاب ریاست جمهوری در ارمنستان مستقل شرکت نمود. وی از سوی فدراسیون انقلابی ارمنی کاندید شد. در سال ۱۹۹۲ سارگسیان تئاتر «هامازگایان» (Pan-National) را بنیانگذاری نمود.
نقش هامبو در فیلم گیکور (نوشته هوهانس تومانیان) محصول سال ۱۹۸۲ و نقش میرو در فیلم دزوری میرو از به‌یادماندنی‌ترین نقش آفرینی‌های وی بوده است
بین سال‌های ۱۹۹۷ تا ۲۰۰۵، وی رئیس مؤسسه «سینما و تئاتر ایروان» بود.
در سال ۲۰۰۰، به پاس ۷۰ سال فعالیت هنری سوس سارگسیان «نشان ساهاگ مقدس-مسروب مقدس» از سوی جاثلیق گارگین دوم به وی اعطا شد.
سارگسیان در ۲۶ سپتامبر ۲۰۱۳ در سن ۸۳ سالگی بر اثر بیماری ذات الریه در شهر ایروان درگذشت. مراسم خاکسپاری وی در روز ۲۹ سپتامبر انجام گرفت. در این مراسم سرژ سارگسیان ریاست جمهوری ارمنستان حضور داشت و سپس کالبد وی در آرامستان کومیتاس پانتئون به خاک سپرده شد.

## جوایز
- جایزه هنرمند مردمی اتحاد جماهیر شوروی (۱۹۸۵)
- هنرمند مردمی ارمنستان شوروی
- نشان ساهاگ مقدس-مسروب مقدس

## فیلمشناسی

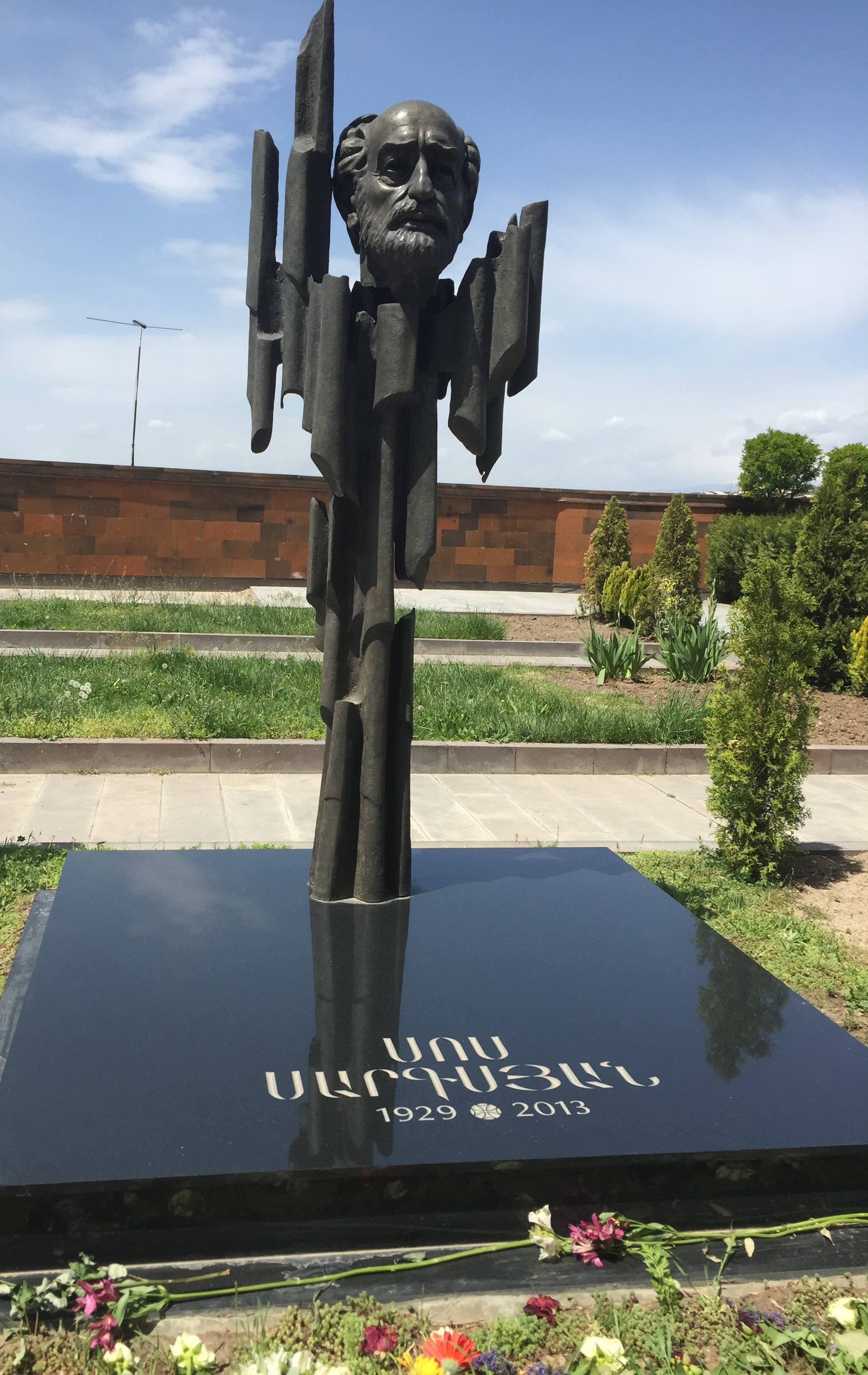

وی در بیش از ۴۰ فیلم نقش آفرینی نمود
- ۱۹۶۱ - «پیش از سپیده دم» (در نقش ایگور )
- ۱۹۶۱ - «جاده» (در نقش Dayan)
- ۱۹۶۱ - Guys from the Army Band در نقش آرتاشس
- ۱۹۶۲ - «استاد و خدمتکار» (در نقش ماناس )، کوتاه
- ۱۹۶۴ - «عهد کشیش» (در نقش کشیش )، کوتاه
- ۱۹۶۷ - «مثلث» (در نقش مگردیچ )
- ۱۹۶۸ - «آنجا مردی زندگی می‌کرد» (in the episodes)
- ۱۹۶۹ - It is Spring, It Snows... (در نقش کومیتاس )
- ۱۹۶۹ - «ما و کوهستان هایمان» (در نقش ستوان )
- ۱۹۷۰ - «لنین و علی» (در نقش علی )، کوتاه
- ۱۹۷۰ - «چشمه هگنار» (در نقش master Mkrtich)
- ۱۹۷۱ - «خاتابالا» (در نقش Zambakhov)
- ۱۹۷۲ - «سولاریس» در نقش دکتر گیباریان
- ۱۹۷۳ - «کاسُ» (در نقش Smbat Alimyan)
- ۱۹۷۳ - «صخره» (در نقش هایراپت )
- ۱۹۷۳ - Winepress (Sour Grape) (در نقش وارطان )
- ۱۹۷۴ - «سنگ سخت» (در نقش سوویان )
- ۱۹۷۵ - «قلب من در کوهساران» (در نقش بن آلکساندر )
- ۱۹۷۶ - And Then You Will Come Back… (در نقش بابایان )
- ۱۹۷۶ - Delivery (در نقش مورزا )

- ۱۹۷۷ - «ناهاپت» (در نقش ناهاپت )

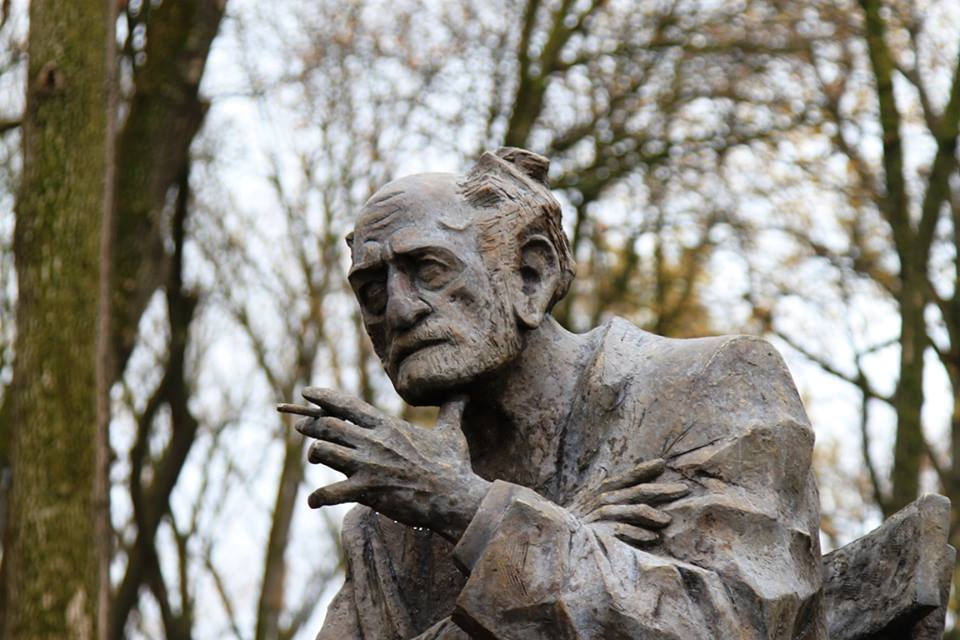
مجمسمه سوس سارگسیان در زادگاهش استپاناوان

- ۱۹۷۸ - «ستاره امید» (در نقش موُسس )
- ۱۹۷۹ - «شیر آبی رنگ» (در نقش جواهرساز )
- ۱۹۷۹ - «مرگ بر روی اسب» (در نقش پدر گای )
- ۱۹۷۹ - «دزوری میرو» (در نقش میرو )
- ۱۹۷۹ - The Good Half of Life
- ۱۹۸۰ - There, Beyond the Seven Mountains (در نقش هوُسپ )
- ۱۹۸۲ - «گیکور» (در نقش هامبو )
- ۱۹۸۴ - «رویاهای سفید» (در نقش هاکوپ )
- ۱۹۸۴ - Sans Famille ( تله‌فیلم) در نقش ویتالیس
- ۱۹۸۵ - «باغ سیب» (در نقش مارتین )
- ۱۹۸۷ - «داروخانهٔ چهارراه» (در نقش آدامیان )
- ۱۹۸۷ - «در ته» (در نقش Satin)
- ۱۹۸۷ «یقیشه چارنتس - جنبه‌های شناخته و ناشناخته»، (فیلم مستند)
- ۱۹۸۷ - Quartet (در نقش پتروس )
- ۱۹۸۹ - «همه چیز تکرار می‌شود» (در نقش Sahak Khorenovich)
- ۱۹۹۲ - Where Have You Been, Man of God?, (مستند مینی-سریال تلویزیونی) در نقش استپان یسائیان
- ۲۰۰۱ - The Merry Bus در نقش کشیش